# Victorien Sardou

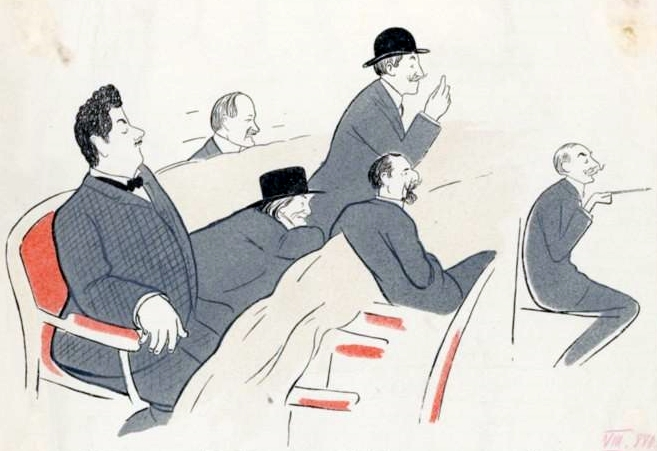
En repetition på l'Opéra-Comique 1906. I bakgrunden: Paul Ferrier (1843-1920). I förgrunden från vänster: Giacomo Puccini (1858-1924), Victorien Sardou (1831-1908), Albert Carré (1852-1938), Tito Ricordi (1811-1888) och André Messager (1853-1929).

Victorien Sardou, född den 5 september 1831  i Paris, död där den 8 november 1908, var en  fransk dramatiker. Sardou skrev ett 70-tal pjäser, och är idag kanske mest känd för La Tosca (1887) som Giacomo Puccinis, opera Tosca (1900), baserar sig på. Sardou skrev pjäsen för den franska aktrisen Sarah Bernhardt. Bernhardts sätt att tolka rollen influerade även många operasångerskors framföranden.
Av Sardous pjäser har även följande blivit operor:
- Grisélidis, av Georges Bizet (1871), Jules Massenet (1903)
- Fédora, av Umberto Giordano (1898)
- Madame Sans-Gêne, av Umberto Giordano (1915)